# Rodolfo di Benevento
Rodolfo di Benevento, noto anche come Rudolph o Rodolf (... – post 1054), è stato un cavaliere medievale svevo, reggente, sotto la signoria di papa Leone IX, del Principato di Benevento dal 1053 al 1054.
Condusse il contingente di suoi connazionali nella battaglia di Civitate, dove i suoi uomini furono dispersi da Riccardo I di Aversa. 
Rodolfo fu nominato reggente di Benevento dopo che il Papa aveva stretto un trattato con i Normanni, ma non mantenne la carica per lungo tempo; i volubili beneventani richiamarono i loro vecchi principi che essi stessi avevano cacciato: Pandolfo III e Landolfo VI. 